# Guaranobunus guaraniticus
Guaranobunus guaraniticus is een hooiwagen uit de familie Sclerosomatidae.